# Claude Young
Claude Young est un producteur et DJ américain de techno et trance, originaire de Détroit, dans le Michigan.

## Biographie
Claude Young découvre la musique grâce à son père, cofondateur d'une station de radio (WJLB), puis au début des années 1990 anime des émissions de radio en tant que DJ et rencontre Jeff Mills. Il commence à produire ses premiers morceaux avec le soutien de Kevin Saunderson. Il est aussi cofondateur de trois labels — entre autres Frictional Recordings et 7th City — sur lesquels il sort de nombreux disques sous différents pseudonymes.
En 1995, il s'installe à Londres et commence une carrière internationale de DJ. En 2004, il fonde avec plusieurs autres artistes et sa compagne Yukiko le label cynet:media, qui lui permet à la fois de garder une grande indépendance de production et de mêler différents arts électroniques. Sa première apparition sur la compilation DJ-Kicks en 1996 fait de lui « sans doute le meilleur DJ de Détroit depuis Jeff Mills ».
Au tournant de l'année 2004/2005, Young s'installe au Japon. Avec sa femme Yukiko, il dirige le label cynet:media. Avec le Japonais Takasi Nakajima, il forme le duo de DJ Different World. En plus de se produire régulièrement au Japon, tous deux participent également au Detroit Electronic Music Festival (DEMF). Leur premier album collaboratif, Rapture, sort en 2011 sur le label A.R.T. Records de Kirk Degiorgio. En 2013, Kevin Saunderson prend le successeur sous son aile, et publie Belle Isle sur son label KMS. La même année, Young produit à nouveau ses propres morceaux, qui oscillent entre l'ambient et la techno puissante, et qui paraissent sous le titre Celestial Bodies sur le label japonais Fountain Music.

## Discographie sélective

### Albums studio
- 1997 : Soft Thru (Elypsia)
- 2000 : Patterns, the Album (Djax-Up-Beats)
- 2005 : One.Nine.Eight.Four (cynet:media)

### Albums mixés
- 1996 : DJ-Kicks (Stud!o K7)
- 1999 : DJF 1100 (SMEJ Associated Records)
- 2001 : Essential Underground Vol. 03: Berlin / Detroit avec DJ Rok (DJ-sets.com)